# Lincoln (condado de Trempealeau, Wisconsin)
Lincoln es un pueblo ubicado en el condado de Trempealeau en el estado estadounidense de Wisconsin. En el Censo de 2010 tenía una población de 823 habitantes y una densidad poblacional de 11,68 personas por km².

## Geografía
Lincoln se encuentra ubicado en las coordenadas 44°22′14″N 91°21′56″O / 44.37056, -91.36556. Según la Oficina del Censo de los Estados Unidos, Lincoln tiene una superficie total de 70.47 km², de la cual 70.37 km² corresponden a tierra firme y (0.14%) 0.1 km² es agua.

## Demografía
Según el censo de 2010, había 823 personas residiendo en Lincoln. La densidad de población era de 11,68 hab./km². De los 823 habitantes, Lincoln estaba compuesto por el 96.6% blancos, el 0.36% eran afroamericanos, el 0.36% eran amerindios, el 0.49% eran asiáticos, el 0% eran isleños del Pacífico, el 1.7% eran de otras razas y el 0.49% pertenecían a dos o más razas. Del total de la población el 2.31% eran hispanos o latinos de cualquier raza.